# Concerto cho 2 vĩ cầm (Bach)
Concerto cho hai vĩ cầm cung Rê thứ, BWV 1043, còn được gọi là Double Violin Concerto, là một bản concerto cho vĩ cầm được sáng tác vào thời kỳ hậu Baroque bởi Johann Sebastian Bach vào khoảng năm 1730. Đây là một trong những tác phẩm thành công nhất của nhà soạn nhạc.

## Lịch sử
Bach đã sáng tác bản Concerto cho 2 vĩ cầm, BWV 1043 vào khoảng năm 1730, là một phần của mỗi chuỗi hòa nhạc, ông điều hành với tư cách là Giám đốc của Collegium Musicum ở Leipzig.

## Cấu trúc
Concerto được đặc trưng bởi một mối liên kết tinh tế nhưng đầy biểu cảm giữa các vĩ cầm trong suốt tác phẩm. Ngoài hai nghệ sĩ độc tấu, bản concerto còn được soạn cho cho dàn nhạc dây (2 bè vĩ cầm, bè vĩ cầm trầm) và basso continuo (thường là cello). Cấu trúc âm nhạc của tác phẩm này sử dụng sự bắt chước của tẩu pháp và nhiều đối âm.
Concerto bao gồm ba chương :
1. Vivace cung Rê thứ
2. Largo ma non tanto cung Fa trưởng
3. Allegro

Thời gian biểu diễn của bản concerto từ khoảng 13 phút đến hơn 18 phút.